# Chiesa di San Giuseppe (Taormina)
La chiesa di San Giuseppe è un luogo di culto di rito cattolico ubicato poco fuori la Porta dell'Orologio, in piazza IX aprile o «Piano di Sant'Agostino» nel centro storico di Taormina. Appartenente all'arcidiocesi di Messina-Lipari-Santa Lucia del Mela, vicariato di Taormina sotto il patrocinio di San Pancrazio Vescovo, arcipretura di Taormina, parrocchia di San Nicola di Bari.

## Storia

### Epoca spagnola
La chiesa è edificata a cavallo tra il XVII e il XVIII secolo come sede della Confraternita delle anime del Purgatorio. Numerosi sono i richiami ignivomi e fiammeggianti che fanno riferimento al sodalizio: le iscrizioni, gli stemmi, particolari di sculture, i bassorilievi, i motti allusivi, le figure allegoriche.

### Epoca contemporanea
Nel 1919 ai padri dell'Ordine salesiano presenti a Taormina dal 1911 è assegnato il luogo di culto. I religiosi conducono l'istituto e le attività dell'Oratorio di San Giorgio fino al 2015. L'insediamento determina l'arricchimento di nuove sculture e la realizzazione degli affreschi tematici.
Il 3 ottobre e 12 novembre 2015, le intense piogge, le conseguenti infiltrazioni d'acqua e l'umidità determinano il crollo del soffitto, circostanza che ha implicato la chiusura e l'avvio di lavori di consolidamento e restauro.

## La chiesa

### Stile
Scenografica quinta barocca fra le più celebrate della cittadina. La balconata - sagrato e il piano di calpestio della costruzione sono elevati di un paio di metri rispetto alla sede stradale e all'intero Piano di Sant'Agostino, pertanto i due livelli sono raccordati da una doppia rampa di scale, con sviluppo dal centro verso l'esterno, delimitata da una balaustra in pietra di Siracusa arricchita da otto vasi in pietra. Sulla parete esterna del pianerottolo è incastonata la targa recante l'iscrizione "AL CUORE IMMACOLATO DI MARIA TAORMINA SI CONSACRA CON VOTO UNANIME DI CLERO AUTORITA' E POPOLO A CHIUSURA SACRE MISSIONI PRO CIVITATE CHRISTIANA - 8 DICEMBRE 1953 - INIZIO DELL'ANNO MARIANO".

### Facciata

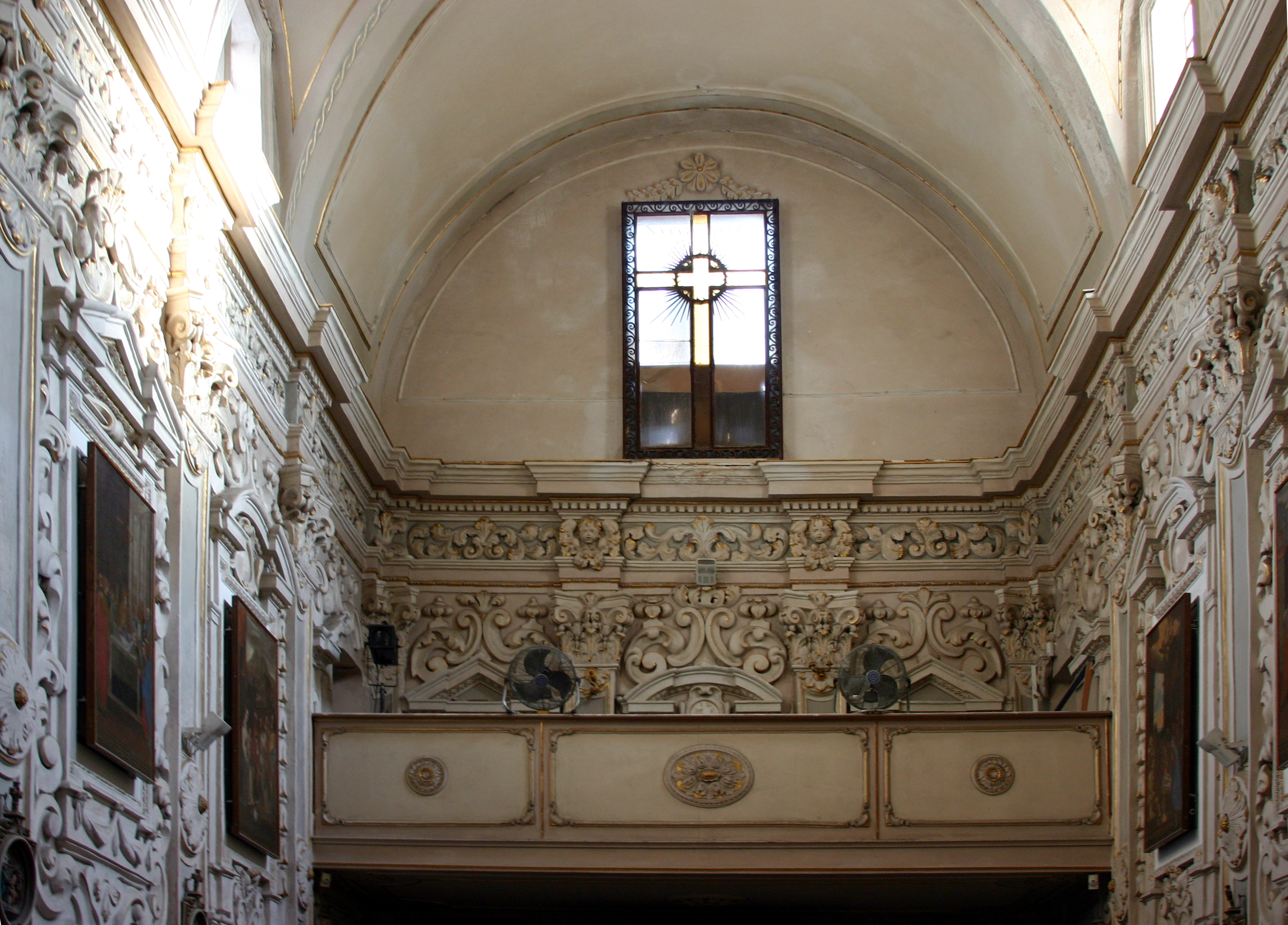
Controfacciata.

La combinazione tra pietra di Siracusa, pietra di Taormina (nelle tonalità cromatiche bianco, grigio e rosa) e i tenui colori dell'intonaco determinano un delicato contrasto cromatico. Al centro colonne con capitelli corinzi poste su alti plinti delimitano il portale sormontato da timpano a riccioli. L'architrave e l'arco lievemente in rilievo includono uno stemma recante l'iscrizione "... faciat vobiscum Dominus misericordiam, sicut fecistis cum mortuis ...". Nell'edicola intermedia è inserito un altorilievo raffigurante il teschio e tibie incrociate sovrastato da timpano ad arco culminante con la rappresentazione della fiamma del fuoco purificatore.

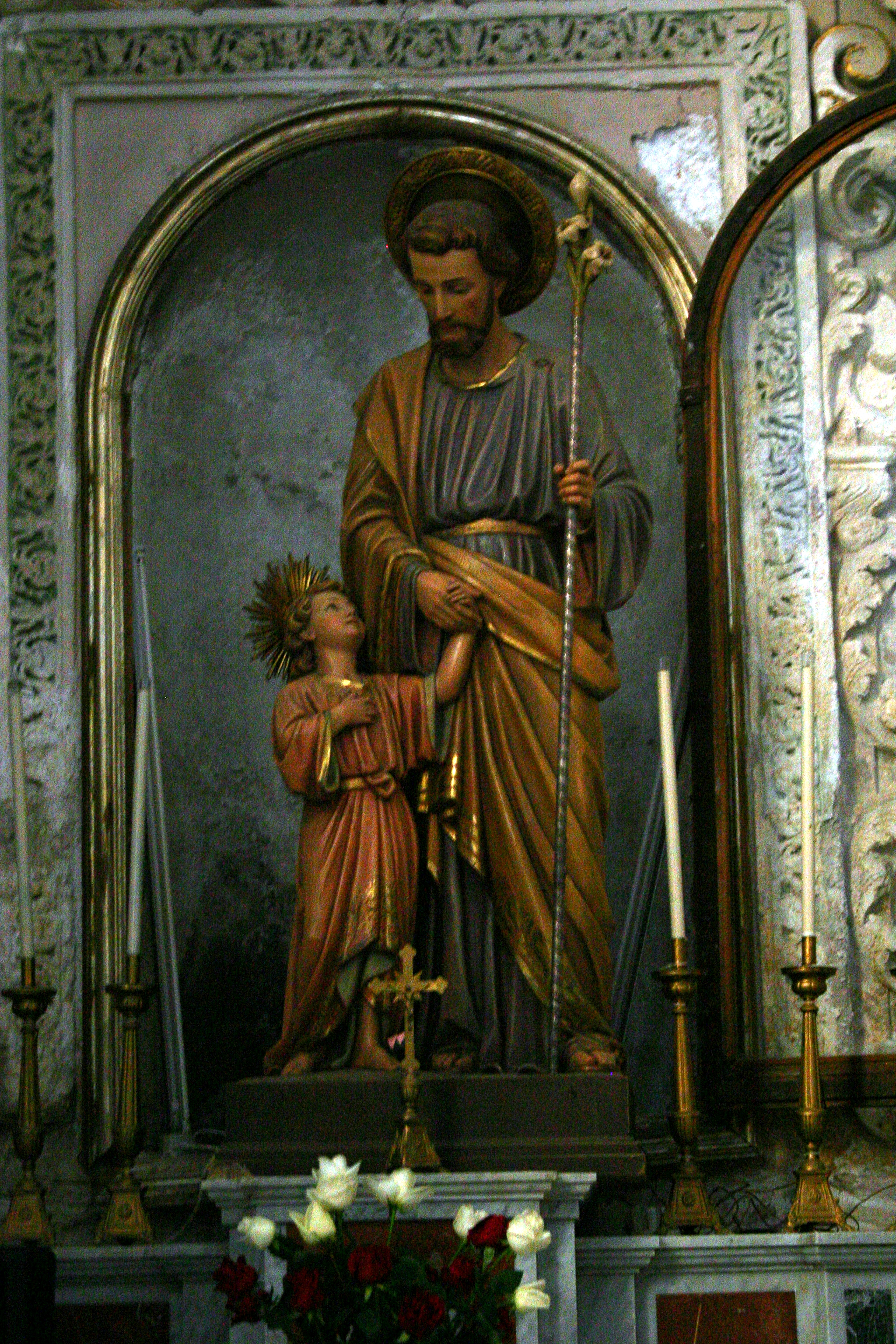
Statua di San Giuseppe.

I timpani ad arco dei portaletti laterali includono fregi, quello di destra che immette nella sacrestia reca il motto "Viscer avis medicus". 
Quello di sinistra conduce in un locale ricreativo spesso usato per mostre di pittura, esposizioni e installazioni artistiche, reca la dicitura "X funere foenus" (Ex ...) pròdromo della locuzione latina "post fata resurgo", chiara allusione alla figura allegorica della fenice che arde tra le fiamme per poi risorgere dalle proprie ceneri. Entrambi gli ingressi sono sormontati da finestre.
Un doppio ordine di volute con riccioli terminali in marmo rosa raccorda le ali esterne col corpo centrale, i contrafforti estremi sono decorati da vasi con fiamme, sui contrafforti intermedi delimitati da lesene con festoni fitoformi sono collocati i busti delle anime purganti, nella nicchia centrale domina il Cristo Re recante alla base la dicitura "Christus regnat" tratta dalle Laudes Regiæ. La prospettiva si chiude col frontone a timpano triangolare delimitato dai vasi con fiamme, oculo cieco centrale e teschio con croce sommitale.
Nella controfacciata arricchita da manufatti in stucco è realizzata la cantoria, l'organo e il coro. Ai lati in basso sono presenti due affreschi in cornici in stucco raffiguranti due personaggi biblici. In basso, entrando sulla destra, l'epigrafe che segnala la sepoltura di Gaetano Russotti.

### Interno
Impianto a navata unica, con transetto e cupola sulla cui superficie è stato realizzato l'affresco raffigurante San Giovanni Bosco bambino fra la Madonna e Gesù, pennacchi decorati in stucco. Le pareti ripartite da lesene in cinque campate sono magnificamente ornate con cornici in stucco riproducenti motivi floreali e teste di angeli alate, ciascun riquadro è caratterizzato dall'alternanza dei timpani superiori (triangolo o arco) e dalle cornicette delle raffigurazioni poste in basso. Nel complesso ospitano un ciclo di 8 dipinti che raffigurano episodi della Vita di Gesù e una teoria di 12 piccoli affreschi illustranti altrettanti profeti e personaggi biblici. Uno dei piccoli affreschi ritrae Giona e la balena. Sulla volta della navata è presente l'affresco Gloria di San Giuseppe.

#### Parete destra
- Primo riquadro.
- Secondo riquadro: dipinto raffigurante Adorazione dei Magi, affresco raffigurante ?.
- Terzo riquadro: dipinto raffigurante ?, affresco raffigurante ?.
- Quarto riquadro: dipinto raffigurante Sacra Famiglia, affresco raffigurante ?.
- Quinto riquadro: dipinto raffigurante Trasfigurazione di Gesù, affresco raffigurante ?.

Alla base dell'arco trionfale è realizzato il pulpito decorato con busti di cinque angeli in stucco.

Statua raffigurante San Domenico Savio.

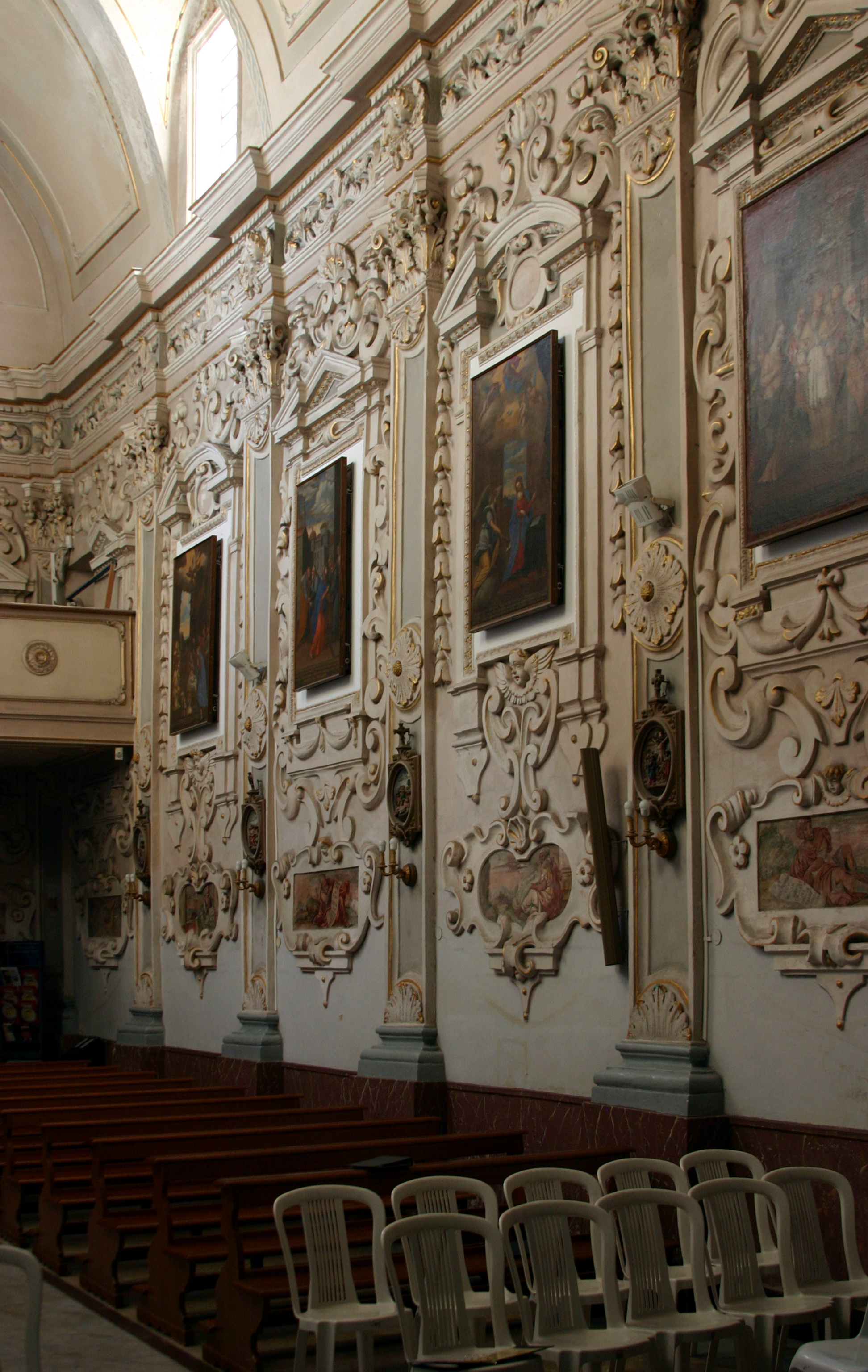
Parete sinistra.

#### Parete sinistra
- Primo riquadro.
- Secondo riquadro: dipinto raffigurante Natività di Gesù o Adorazione della Vergine, affresco raffigurante ?.
- Terzo riquadro: dipinto raffigurante Visitazione della Vergine Maria a Santa Elisabetta, affresco raffigurante ?.
- Quarto riquadro: dipinto raffigurante Annunciazione del Signore, affresco raffigurante ?.
- Quinto riquadro: dipinto raffigurante Presentazione al Tempio, affresco raffigurante ?.

Statua raffigurante il Sacro Cuore.

#### Transetto
- Braccio destro: Cappella di San Giovanni Bosco. La sopraelevazione è costituita da colonne tortili scanalate con capitelli corinzi sormontati da timpano ad arco spezzato con putti sdraiati sulle cimase, fregio intermedio recante inciso il motto "DA MIHI ANIMAS". Nella nicchia centrale è collocata la statua di San Giovanni Bosco, ai lati due quadroni in eleganti cornici in stucco raffiguranti la Catechesi di San Giovanni Bosco fanciullo e il Sogno delle due colonne.
- Braccio sinistro: Cappella di San Giuseppe. La sopraelevazione è costituita da colonne tortili scanalate con capitelli corinzi sormontati da timpano ad arco spezzato con putti sdraiati sulle cimase, fregio intermedio con motto "ITE AD JOSEPH". Nella nicchia centrale è collocata la statua di San Giuseppe. L'ambiente ospita un dipinto raffigurante il Transito di San Giuseppe e l'urna contenente il simulacro del Cristo morto, questi ultimi due manufatti sono condotti solennemente in processione durante i riti del Venerdì Santo.

#### Altare maggiore

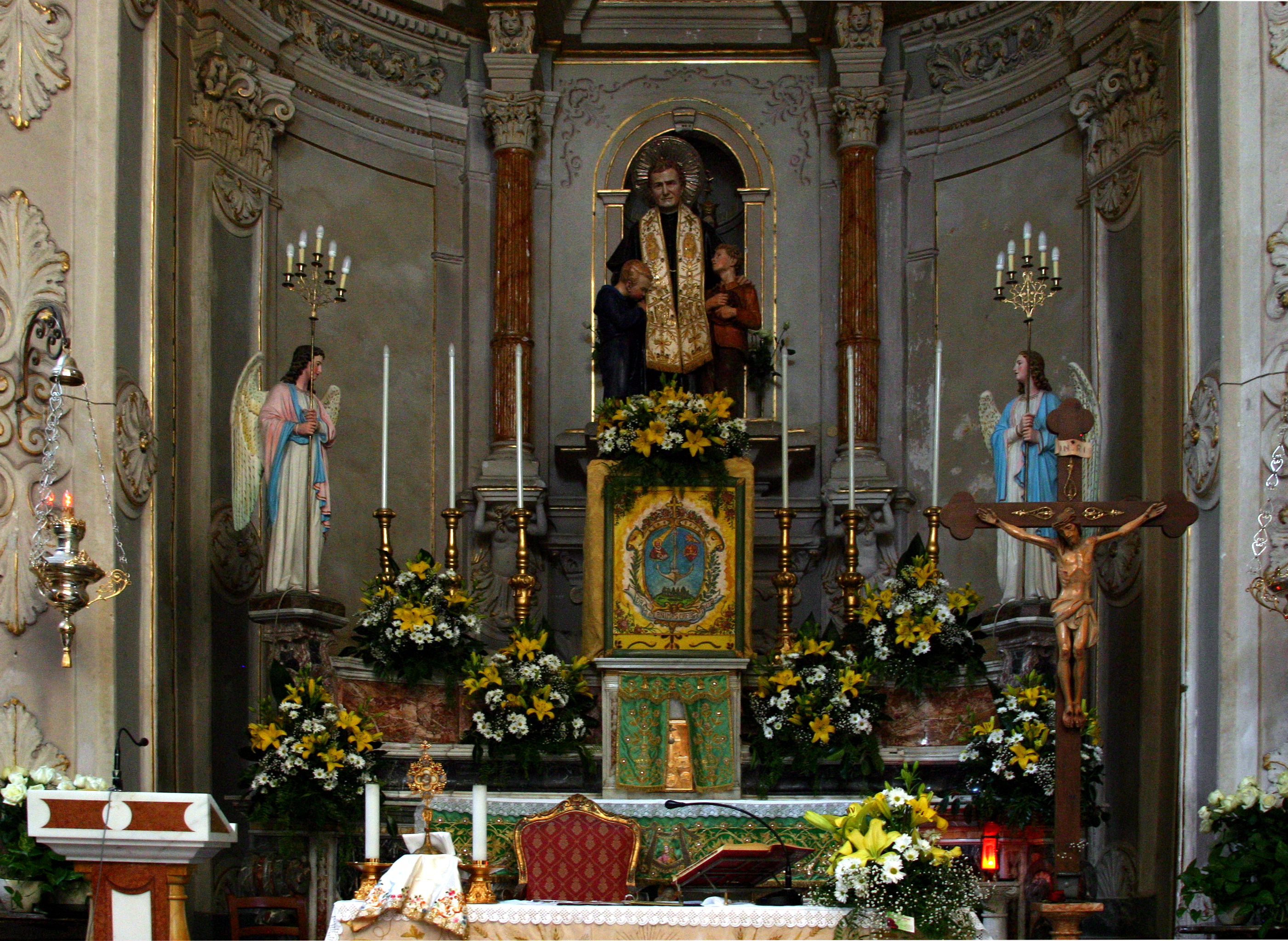
Altare.

Manufatto in marmi policromi di Taormina, sul frontale sotto il tabernacolo, è intarsiata la figura della Vergine Maria che si erge sopra le anime del Purgatorio, raffigurate come esseri umani a mezzo busto che espiano le colpe fra le fiamme. Al centro si innalza una cupoletta sostenuta da sei colonnine, ai lati della mensa due angeli di gesso reggono dei candelabri. Sulla parete absidale due erme sostengono delle mensole sulle quali poggiano colonne scanalate in marmo rosso con capitelli corinzi sormontati da timpano a riccioli con putti sdraiati sulle cimase. Nella nicchia centrale è collocata la statua di Maria Ausiliatrice.

### Opere
Altri dipinti documentati nel tempio:
- XVII secolo, Cervo che si disseta alla fonte che sgorga dalla Croce.
- XVII secolo, Colomba ed i suoi piccoli e la Croce.
- XVII secolo, Croce con agnello immolato.
- XVII secolo, Croce con un pesce.

### Cripta
Sul pavimento una grande lapide intarsiata recante una figura umana fra le fiamme, segnala l'apertura della cripta destinata alle sepolture dei primitivi confrati.

### Sacrestia
Nella sacrestia è collocata una fontana in marmo rosa di Taormina posta in una nicchia contornata da una arcata a tutto sesto, in cima all'arco è raffigurata la Vergine attorniata dalle anime in espiazione fra le fiamme del Purgatorio.

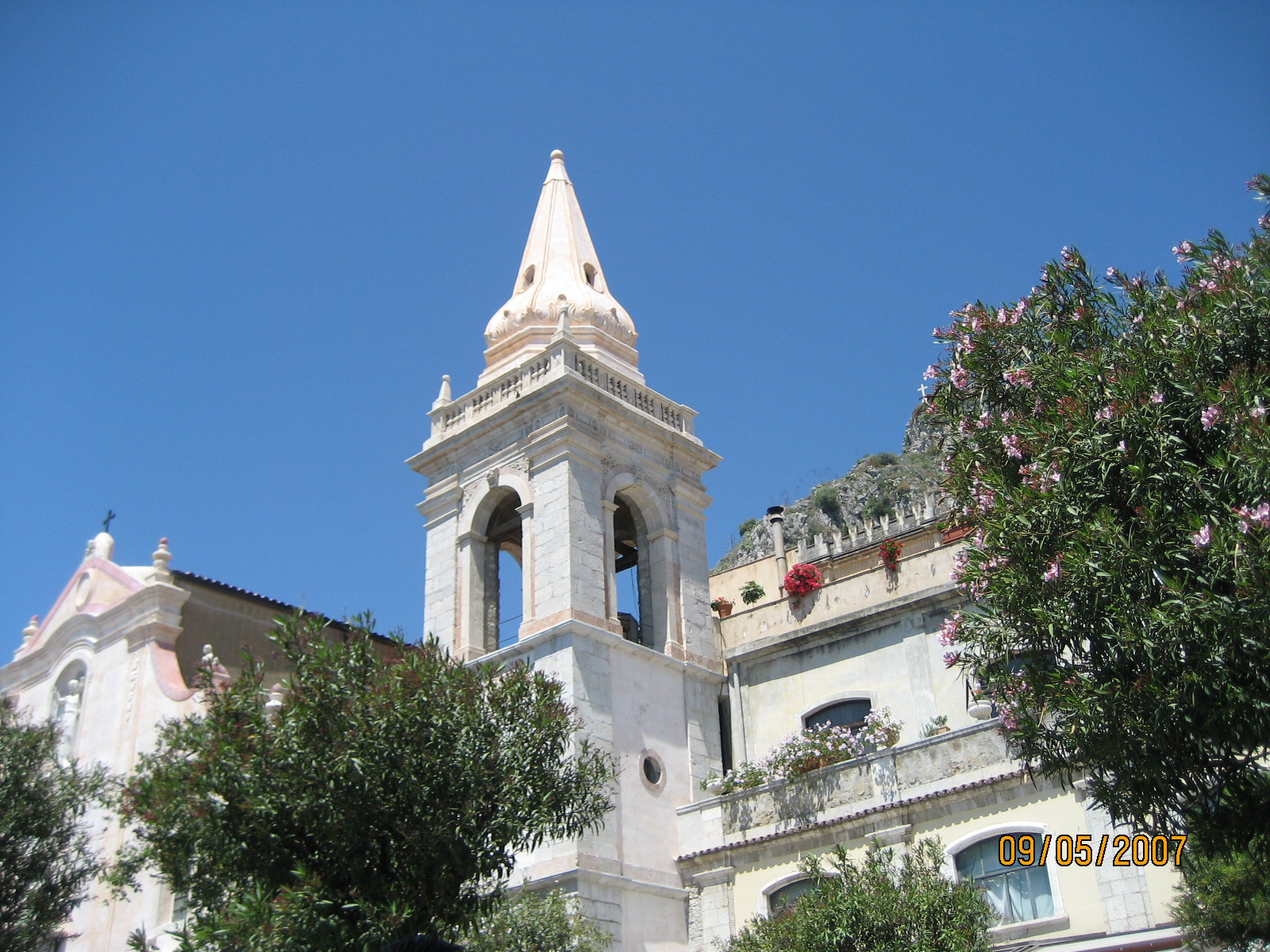
Campanile

### Campanile
Sul lato destro, esternamente al corpo della navata, si staglia la mole del campanile, con paraste angolari e la base costituite da grossi blocchi di pietra di Taormina. Costruzione postuma, distaccata e collegata alla struttura principale con un passaggio aereo.
Cella campanaria al terzo ordine con arcate disposte sui quattro lati, balaustra con pinnacoli sul ballatoio ove si erge il bulbo culminante nella rastremazione piramidale con sezione ad ottagono, nervature e decorazioni fitoformi alla base. Cuspide terminale a sfera priva di croce.

## Galleria d'immagini

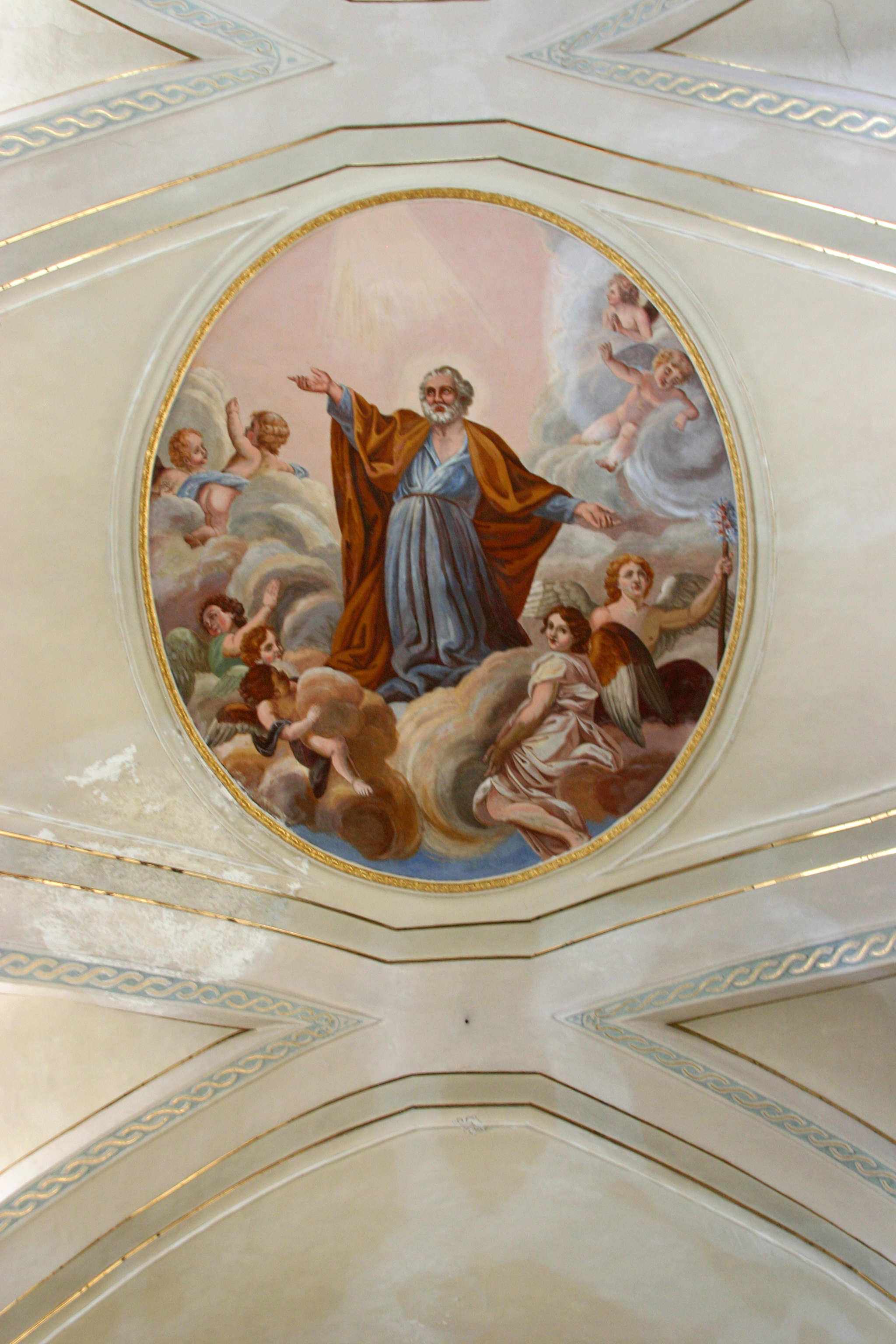
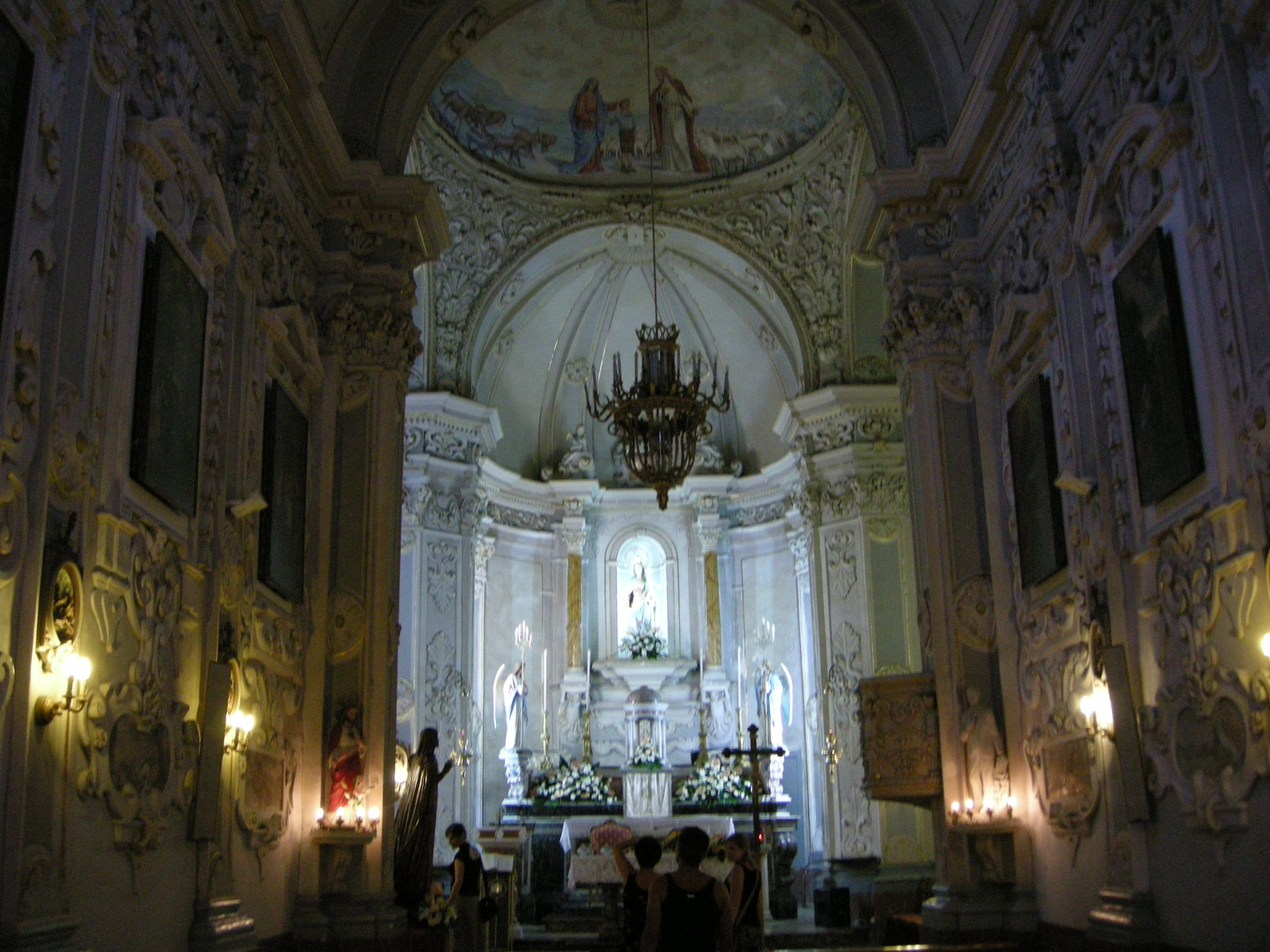
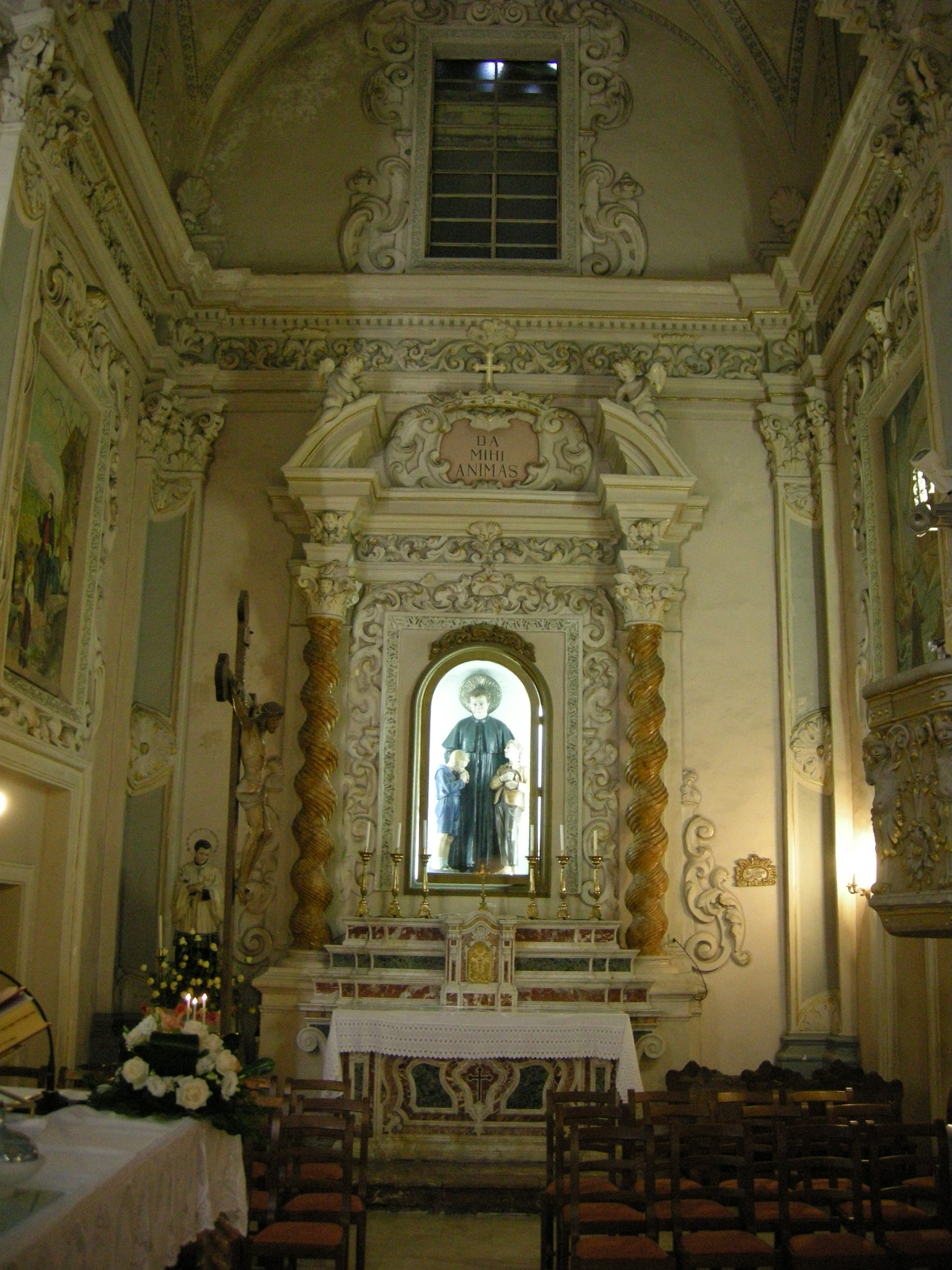
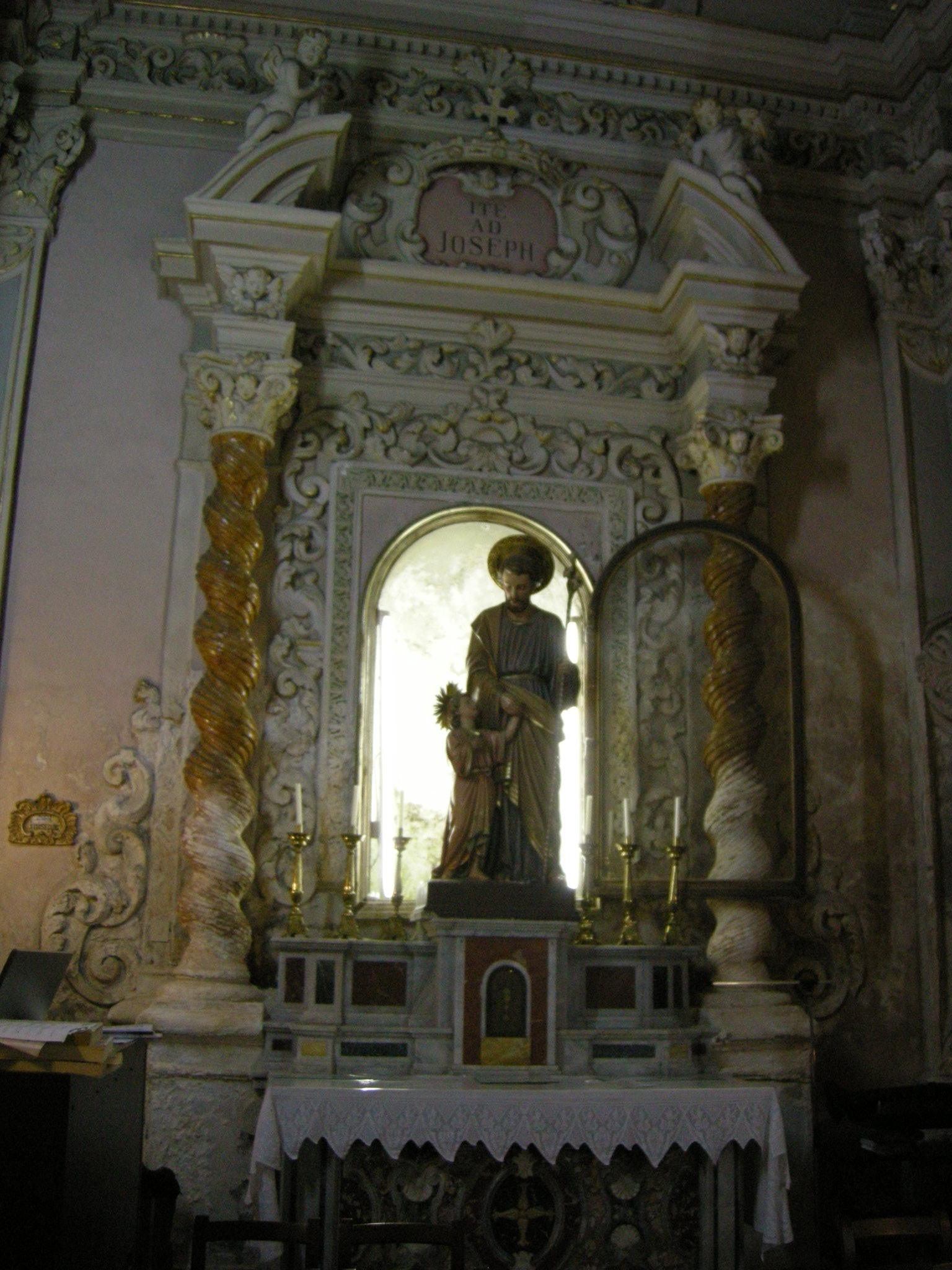